# Іван Кліма
Іван Кліма, народжений Іван Каудерс (нар. 14 вересня 1931, Прага, Чехословаччина) — чеський письменник і драматург з єврейським корінням, син винахідника та світового експерта з потужних двигунів Вілема Кліми. В даний час він разом з Міланом Кундерою та Патріком Оуржедніком є найбільш перекладеними живими чеськими авторами. Почесний громадянин Праги (2016).

## Життєпис
Народився в Празі, а під час Другої світової війни провів три з половиною роки в Терезінському концтабірі, який йому достався у віці чотирнадцяти років. Його батьки були єврейського походження. Закінчив середню школу, потім Філософський факультет Карлового університету. Після закінчення у 1956 році працював редактором журналу «Květy», a в 1959–1963 роках в Чехословацькому письменницькому видавництві. Потім писав у «Літературних новинах» (чеш. Literární noviny), «Літературних листах» (чеш. Literární listy), (до їх заборони), у журналах «Květen», «Plamen» та Орієнтація".
В 1953 році Кліма вступив до Комуністичної партії, а у 1967 році був виключений з партії. У 1968 році Комуністична партія скасувала його виключення, і хоча він офіційно був у партії, він не брав участі в жодній партійній діяльності. Його остаточно виключили з Комуністичної партії в 1970 році.
У 1969 році Кліма виїхав до США, де працював запрошеним професором в Мічиганському університеті. Після повернення в 1970 році він вже був забороненим автором, міг друкуватися лише в самвидаві або засланні, a заробляв на життя професією робітника.
Твори Івана Кліма об'ємні і різножанрові: проза, драми, репортажі, нариси, фейлетони та дитячі книги. У 2013 році він підтримав створення LES (Ліберальної екологічної партії), яку заснував Мартін Бурсік.

## Творчість
- Бездоганний день, 1960 р. — новели на тему самотності
- Між трьома кордонами, 1960 р. — репортаж про найсхідніший край Словаччини, зображує регіон багатовікової біди
- Карел Чапек, 1962 — нариси
- Година мовчання, 1963 — роман
- Закохані на одну ніч, 1964 рік
- Візит до безсмертної тітки, 1965 — художній репортаж
- Клара та двоє панів, 1968 рік
- Корабель в ім'я надії, 1969
- Наречений для Марсели, 1969 рік
- Закохані на добу, 1970
- Судіть з милостю, самвидав 1976 під назвою «Стоїть, стоїть шибиниця» (Stojí, stoj šibenička), видання 1986, в чехословацькій пресі 1991, на думку критиків, його життєва справа: психологічний роман, розроблений з точки зору сюжету
- Любовне літо, видання 1979
- Мій веселий ранок, видання 1979, 1990, іноді також Мій щасливий ранок
- Мечі наближаються, 1983 , Чехія 1990 р. — нариси
- Моє перше кохання, 1985
- Любов і сміття, самвидав 1987, 1988, в чеській в пресі 1990
- Має золоті ремесла, 1990 іноді також Мої золоті ремесла
- Чекаючи темряви, чекаючи світла, 1993
- Останній ступінь конфіденційності, 1996
- Як далеко сонце, 1999
- Ні святі, ні ангели, 1999
- Як пережити процвітання, 2001
- Він також хоче досягти великого віку, 2001, про життя та творчість Карела Чапека
- Прем'єр-міністр і Ангел, 2003
- Моє божевільне століття, Academia 2009, ISBN 978-80-200-1697-3 — Magnesia Litera 2010 для нехудожньої літератури
- Моє божевільне століття II. Академія 2010 ISBN 978-80-200-1854-0
- Як не стати вбивцею, Academia 2012, фейлетони

### Драма
- Замок, 1964, драма кафковського типу
- Майстер, драма, написана в 1967 році, прем'єра в 1970 році в Нью-Йорку
- Кондитерська «Міріам», 1968 рік
- Журі, 1968 рік
- Америка, 1974, адаптація твору Франца Кафки, написаного разом Павло Когоут
- Наречений для Марсели, 1969 рік
- Кімната для двох, 1973 рік
- Грім, 1973 рік

## Нагороди та відзнаки
У 2002 році був удостоєний Премії імені Франца Кафки за життєву діяльність і книгу «Великий вік хоче мати великі вбивства», про життя і творчість чеського письменника-фантаста Карела Чапека.
У 2010 році в номінації літературні факти був нагороджений премією «Магнезія Літера» за «Пам'ять мого божевільного століття».
Разом з Іржі Пенашем отримав Премію імені Фердинанда Перутки за 2013 рік.
З 2016 року Почесний громадянин Праги.

## Родина
Брат: Ян Кліма — чеський фізик, письменник і перекладач.
Дружина — Гелена Клімова, чеський аналітик, психотерапевт, публіцист, підписант Хартії 77.
Діти: Міхал Кліма — чеський журналіст, видавець та менеджер ЗМІ, Голова правління Фонду фінансування жертв Голокосту та заступник голови правління Фонду фінансування незалежної журналістики; донька — Гана Павлатова.